# Eustiromastix bahiensis
Eustiromastix bahiensis là một loài nhện trong họ Salticidae.
Loài này thuộc chi Eustiromastix. Eustiromastix bahiensis được María Elena Galiano miêu tả năm 1979.